# Adesmia balsamica
Espèce
Adesmia balsamica est une espèce de plantes à fleurs de la famille des Fabaceae, de la sous-famille des Faboideae et du genre Adesmia. C'est un petit arbuste qui dégage un arôme balsamique parfumé.

## Origine
L'espèce se trouve dans certaines parties de l'Amérique du Sud, un exemple étant le parc national de La Campana au Chili.

### Synonymie
- Homotypique : Patagonium balsamicum (Bertero ex Colla) Kuntze[3]
- Hétérotypique : Adesmia balsamifera Hook. & Arn.First published in Bot. Beechey Voy.: 20 (1830)[4],